# Микронезия (държава)
Федеративни щати Микронезия (на английски: Federated States of Micronesia /ˌmaɪkroʊˈniːʒə/  ( произношение)) е независима, суверенна островна държава в западната част на Тихия океан и включва централните и източните части на Каролинските острови и атола Капингамаранги. Страната е разположена на 607 острова с обща площ 702 km2 и население 108 500 души (2006). Въпреки че сушата на Микронезия е едва 702 km2, държавата заема около 2 600 000 km2 от площта на Тихия океан. Простира се като изпъкнала на север дъга на 2820 km от о-вите Нгулу (137°21′ и.д.) на запад до остров Кошрай (163°02′ и.д.) на изток. Разстоянието между най-северните острови Улити (10°05′ с.ш.) и атола Капингамаранги (1°02′ с.ш.) е 1050 km. Най-големите острови в групата са Понпей (334,2 km²), Кошрай (108 km²) и Яп (56,2 km²).

## География

### Релеф
Островите имат вулканически и коралов произход. Сред вулканичните острови най-големи са Яп (височина до 330 m), Понпей (връх Тотолом, 791 m), Кошрай (връх Крозиер, 634 m). Вулканичните острови са обградени с мощни коралови рифове. 39 атола на Микронезия са с коралов произход. Болшинството от тях се издигат над нивото на океана максимум до 10 m.

### Климат
Климатът е екваториален. Средната годишна температура е 23° – 30°С, а влажността достига до 80%. Най-голямо количество валежи пада на южните острови, лежащи в пределите от 1°35′ до 8°30′ с.ш. На остров Понпей годишната сума на валежите достига до 5000 mm. Но по-северните острови, количеството на валежите намалява 1500 – 2300 mm. През островите често преминават тайфуни. Количеството на валежите на планинските вулканични островите е значително по-голямо. Дъждовният период е през лятото, а относително сухия – през зимата.

### Почви, води
На вулканичните острови преобладават червеноземните почви, богати на органични вещества. Особено плодородни са почвите по долините на малките реки и в крайбрежните низини, акумулиращи продуктите от разрушаването на планинските склонове. На кораловите острови почвите са бедни, тънки, сухи и слабо плодородни. Повърхностни води във вид на планински потоци и ручеи има само на планинските острови и то предимно по наветрените склонове. На кораловите острови дъждовната влага бързо се просмуква в долните слоеве и понякога се съхранява под слой от пясък във вид на прясна вода.

### Растителност, животински свят
Растителността на вулканичните острови е много по-богата от тази на кораловите. Девствени гори се срещат до 600 m н.в. В тях растат арекова палма, панданус, бамбук и други ценни дървесни видове. Мангровите гори заемат крайбрежието на почти всички вулканични острови. Тук преобладават мангровите блата, възникнали в пониженията, образувани във варовиковите скали. На кораловите острови разпространената растителност се е приспособила към солените грунтови води. На „високите“, вулканични острови местното население отглежда кокосова палма, хлебно дърво, папая, банани, цитруси и множество други овощни и зърнени култури, а на кораловите острови – основно кокосова палма.
Бозайниците са представени от 4 вида прилепи, плъхове, попаднали на островите с европейските кораби и елени, внесени от европейците. Влечугите са представени от крокодили, змии и гущери. Много разнообразен е птичия свят, съставен от морски и сухоземни птици. В Микронезия има 7000 вида насекоми. Водите на кораловите рифове и лагуни са богати на риба и морски животни. Местните жители развъждат свине, кози, а отскоро и едър рогат добитък.

## История
По всяка вероятност Каролинските острови са заселени от пришълци от Азия през второто хилядолетие пр. Хр. Паметник на древната микронезийска цивилизация е храмовия жречески комплекс Нан Мадол на остров Понпей, който днес е главна туристическа дестинация.
Към момента на откриването и колонизирането на островите от европейците населението се намира на стадия на разложение на първобитно-общинния строй. Обществото се деляло на редица неравноправни по своето положение социални групи. На някои от островните групи възникват големи териториални обединения, макар държава все още да не е създадена.
Първите острови от архипелага са открити от испанския мореплавател Алваро де Сааведра през 1528 г. През 1686 г. Испания ги обявява за своя собственост, но не предприема никакви действия за тяхното колонизиране. През 1885 г. Германия предявява претенции към островите, като на един от островите е издигнат германския флаг. Испания веднага се обръща към международния арбитраж и избраният за арбитър папа Лъв XIII ги присъжда на Испания.
След поражението в испано-американската война през 1899 г. Испания е принудена да продаде островите на Германия.
По време на Първата световна война, през 1914 г. островите са окупирани от Япония, а след приключването на войната по Версайския мирен договор са дадени официално на Япония като „мандатна територия“. Японците създават на островите големи захарни плантации и провеждат активна политика на преселване на японци на Каролинските о-ви. По този начин местните жители са подложени на насилствена асимилация.
По време на Втората световна война Каролинските о-ви са окупирани от САЩ, които от 1947 г. ги управляват под мандата на ООН в състава на Подопечната територия на Тихоокеанските острови.
През 1978 г. Каролинските о-ви получават статут на „свободно асоциирана със САЩ територия“ (съглашението е подписано през 1982 г.). На 3 ноември 1986 г. се образуват Федеративни щати Микронезия – суверенна държава в свободна асоциация със САЩ. Този статут означава, САЩ отговарят за отбраната на страната и финансовото ѝ дотиране. От 17 септември 1991 г. Федеративни щати Микронезия става напълно независима държава.

## Политика и икономика
Федеративните щати Микронезия се делят на 4 щата (което се отразява и от общия флаг на страната). Това са Чуюк (Трук, 294 острова), Кошрай (Кусаие, 5 острова), Понпей (Понапе, 163 острова) и Яп (145 острова). Четирите щата се делят на 73 общини. Бившата столица е била Колониа (щат Понпеи), а днешната Паликир (7 хил. ж.) се намира на остров Понпей. По-големи градове – Вено (13 хил. ж.) в щата Чуюк и Лот (5 хил. ж.) на о. Понпей.
| Флаг           | Щат    | Столица | Площ    | Население | Гъстота на населението | Процент от населението на страната |
| -------------- | ------ | ------- | ------- | --------- | ---------------------- | ---------------------------------- |
| Flag of Chuuk  | Чуюк   | Вено    | 116 km² | 53 595    | 420 д/km²              | 49%                                |
| Flag of Kosrae | Косрае | Тофол   | 111 km² | 7686      | 70 д/km²               | 8%                                 |
| Flag of Kosrae | Понпей | Колониа | 372 km² | 34 486    | 100 д/km²              | 32%                                |
| Flag of Yap    | Яп     | Колониа | 122 km² | 11 241    | 95 д/km²               | 11%                                |

В републиката няма партии, само конгрес, който избира президента и вицепрезидента. Глава на държавата и правителство е президент, избиран от Националния конгрес за 4 години. Законодателната власт е представена от Национален конгрес от 14 сенатори. Четирите щата на страна имат свои правителства. Въоръжени сили – 1300 души.
Икономиката е слабо развита и е представена главно от риболов, производство на копра и зеленчукопроизводство. Главни отрасли са туризма, земеделието и риболова. Отглеждат се захарна тръстика, батати и таро. Износът е представен от копра, риба и кокосово масло. Около 240 km шосета, от които само 50 km с твърдо покритие. Силно развит туризъм – около 19 хил. туристи годишно. Национална валута – щатският долар. Брутен вътрешен продукт на глава от населението – 2200 щ.д. Съотношението селско стопанство-промишленост-обслужване е 19:4:77.

## Население и култура
Населението нараства с 3% годишно. Гъстота – 149,8 жители на km2. естествен прираст – 27. Средна продължителност на живота – мъже 66 години, жени 70 години. 
Етнически състав – микронезийци 95,8% (от тях трукци 49,5%, понпейци 29,2%, япци 8,6%, улитианци 6,4%, кусеанци 6,3%), полинезийци 2,6%, други 1,6%. 
Официални езици – английски, трукски, понпейски, япски, улитиански, кусеански и уолеански. Азбука – латиница. Неграмотни – 19%. 
Конфесионален състав – християни 89,5% (от тях католици 56,3%, протестанти 43,7%), местни традиционни култове и вярвания 9,4%, други 1,1%. Градско население – 30%.
Културата на островите е много разнообразна. Страната има седем официални езика и много други често използвани. Всеки щат има собствена култура. В щата Яп са разпръснати около 6500 гигантски и малки каменни парѝ.
- Част от остров в Микронезия
- Конгрес в Микронезия
- Църква в Микронезия
- Традиционен празник
- Край пристана на остров Понпей